# 퀸텟
퀸텟은 2003년 4월 7일부터 NHK 교육 텔레비전에서 방송하고 있는 어린이용 음악 교양방송이다.

## 방송 시간
- 2003년도 (2003년 4월 7일 ~ 2004년 4월 2일) 4부로 구성
  - 제1부： 오휴 5:00 ~ 오후 5:01
  - 제2부： 오후 5:11 ~ 오후 5:14
  - 제3부： 오후 5:32 ~ 오후 5:35
  - 제4부： 오후 5:45 ~ 오후 5:50

- 2004년도 ~ 2005년도 (2004년 4월 5일 ~ 2006년 3월 31일) 시청자의 요청과 저녁 시간대 재편성으로 인해 시간이 변경.
  - 오후 5:50 ~ 오후 6:00
- 2006년도 (2006년 4월 3일 ~ 2007년 3월 30일) 방송 시간대 변경과 퀸텟·부티 방송이 추가, 청각장애인을 위한 자막 방송.
  - 퀸텟： 오후 5:30 ~ 오후 5:40
  - 퀸텟·부티： 오후 5:55 ~ 오후 6:00
- 2007년도(2007년 4월 2일 ~ 2008년 3월 28일) 방송 시간 변경 및 퀸텟·부티 폐지. 아침에 본방송을 하고 저녁시간에 재방송을 시작.
  - 오전 7:50 ~ 오전 8:00,오후 5:50 ~ 오후 6:00
- 2008년도(2008년 3월 31일 ~ 2009년 3월 27일) 방송 시간의 변경으로 토요일에도 방송된다. 토요일 방송은 재방송. 퀸텟·부티가 부활.
  - 퀸텟： 평일 오후 5:50 ~ 오후 6:00, 토요일 오전 8:25 ~ 오전 8:35
  - 퀸텟·부티： 평일 오전 7:25 ~ 오전 7:30
- 2009년도(2009년 3월 30일 ~ ) 아침 방송 재개, 퀸뎃·부티는 폐지.
  - 평일 오전 7:25 ~ 7:35,오후 5:50 ~ 6:00, 토요일 오전 8:25 ~ 8:35
- 2010년부터 평일 아침 방송은 중단다고 토요일에만 방송된다.
  - 평일 오후 5:50 ~ 6:00, 토요일 오전 8:25 ~ 8:35
- 2011년도부터 새로운 빠펫토바라에티로 '훗쿠붓쿠로'을 시작하는 것에 따라, 8년 계속된 평일 방송은 2011년 3월 25일에 종료하는 것이 정해졌다. 토요일 재방송은 계속된다.
  - 2011년도 (2011년 4월 2일 예정 -)
  - 토 8:25-8:35,17:25-17:35

## 프로그램 구성

### 퀸텟
- 제 1부 테마송
- 제 2부 인형극
- 제 3부 캐릭터가 진행하는 코너나 시청자 투고 코너
- 제 4부 인형극 및 콘서트. 클래식의 다양한 곡을 큇텐의 멤버들이 연주한다.
- 제 5부 테마송과 스탭 롤

### 퀸텟·부티
- 2006년도(2006년 4월 3일 - 2007년 3월 30일)과 2008년도(2008년 3월 31일 - 2009년 3월 27일)에 방송되었다.
  - 일반적으로 제3부와 제4부를 재구성한 내용(가끔 독립적인 코너가 진행되었다)

## 등장인물
- 아키라
- 스코아
- 플랫
- 아리아
- 샤프
- 치보